# Volja in moč
Volja in moč je knjiga povesti Ivana Cankarja iz leta 1911.

## O delu
Delo sestavljajo tri povesti (Melitta, Mira in Dana), ki razrešujejo vprašanje o volji in moči. To, kar Cankar imenuje »volja«, je želenje, hrepenenje, teženje, torej elementi, iz katerih se razvije volja kot njihov maksimum, če se izpopolnijo z umom, zlasti s sodbo o dosegljivosti in nedosegljivosti ciljev. Njegovi junaki so brez volje, tj. brez trajne dispozicije za maksimum uma. Moč pri Cankarju pa je razumljena kot duševna moč in ni nasprotje volji, temveč je ena lastnost druge.

## Vsebina

### Dana
Pet sošolcev je po dolgih letih združilo naključje. Pogovarjali so se o življenju in se spominjali mladosti. Uradnik Franc Kuštrin je povedal, da je življenje brez greha zoper bližnjega najpomembnejše. Učitelj Marko Barjanec ga je vprašal, ali ga ni nikoli spreletela želja, da bi se obrnil, uprl navalu, čeprav ga pritisnejo na kolena z glavo ob tla, preden je dosegel to modro spoznanje, in se spominjal svoje težke mladosti. Mladi profesor Tone Štefin je rekel, da še ni občutil tega in da se mu življenje ne zdi težko in sramotno. Mladi zdravnik Jože Martinec je povedal, da bi bilo dobro, če človek ne bi imel spomina. Štefan Bratina jim je pripovedoval zgodbo o svoji mladosti in o tem, da je občutil srečo pogumne mladosti, pomladanskega sonca in čiste ljubezni. Pripovedoval je o Dani, ki jo je imel rad. Izvedel je, da je Dana umrla, kar ga je zelo prizadelo in potrlo. Možje so sedeli za mizo, z modrimi in izkušenimi besedami so se branili spomina na mladost, a spomin jim je bil zmeraj čistejši in bolj grenak.